# Neottia camtschatea
Neottia camtschatea là một loài thực vật có hoa trong họ Lan. Loài này được (L.) Rchb.f. mô tả khoa học đầu tiên năm 1851.